# Flugplatz Staňkov

i8
i11
i13
Der Flugplatz Staňkov (ICAO-Code: LKSA) ist ein Flugplatz in der Stadt Staňkov im Plzeňský kraj in Tschechien. Er wird durch den Aeroklub Staňkov betrieben.

## Lage
Der Flugplatz liegt etwa 2,5 km nordwestlich von Staňkov.

## Flugbetrieb
Der Flugplatz Staňkov ist gemäß der Klassifikation im Luftfahrthandbuch der Tschechischen Republik als öffentlicher nationaler Flugplatz (public domestic aerodrome) klassifiziert. Er darf daher von Flügen aus Tschechien und aus dem Schengen-Raum angeflogen werden.
Der Flugplatz verfügt über eine 660 m lange und 40 m breite Start- und Landebahn aus Gras (Richtung 07/25). Es findet Flugbetrieb mit Flugzeugen bis 5700 kg höchstzulässiger Abflugmasse, Hubschraubern, Segelflugzeugen, Motorseglern, Ultraleichtflugzeugen und Flugmodellen sowie Fallschirmspringen statt.